# Willem Duynstee
Willem Jacobus Antonius Joseph Duynstee (Sittard, 6 september 1886 – Menton, 8 november 1968) was een Nederlandse rooms-katholiek geestelijke en jurist.
Duynstee doorliep de middelbare school in Roermond en 's-Hertogenbosch en studeerde vervolgens rechten aan de Gemeentelijke Universiteit Amsterdam. Hier promoveerde hij in 1908 bij A.A.H. Struycken op stellingen. Hij leek in de voetsporen van zijn vader (rechter Theodorus Johannes Antonius Duynstee) te treden, maar volgde zijn roeping en trad in bij de Paters Redemptoristen. Hij legde in 1909 zijn eeuwige geloften af en werd in 1913 priester gewijd. Plannen om in Rome zijn theologische studies te vervolgen werden doorkruist door de Eerste Wereldoorlog. Vanaf 1921 doceerde hij moraal, ascese en mystiek aan het seminarie van Wittem. In 1919 publiceerde hij het - achtmaal herdrukte - Burgerlijk recht en zielzorg. In 1927 werd hij rector van het retraitehuis in Zenderen.
Duynstee was al bij de oprichting benaderd voor een leerstoel aan de Katholieke Universiteit Nijmegen maar zijn superieuren gaven daarvoor geen toestemming. In 1928 werd hij alsnog aan de Nijmeegse universiteit benoemd en wel om er strafrecht en strafprocesrecht te doceren als opvolger van de naar Utrecht vertrokken Willem Pompe. Vanaf 1939 was hij ook verantwoordelijk voor de inleiding in de rechtswetenschap en vanaf 1948 werd de rechtsfilosofie zijn vak. In zijn wetenschappelijk werk bewoog Duynstee zich op het grensvlak van de rechtsgeleerdheid, de filosofie en de theologie. In 1940 publiceerde hij zijn Geschiedenis van het natuurrecht en de wijsbegeerte van het recht in Nederland. In zijn in 1956 verschenen Over recht en rechtvaardigheid werkte hij zijn thomistische visie op de rechtsfilosofie nader uit. Duynstee vervulde tal van redacteurschappen en bestuursfuncties.
Na de Tweede Wereldoorlog ontwikkelde hij een zekere belangstelling voor psychologie. Hij kwam in contact met de katholieke psychiater Anna Terruwe die een verzoening tot stand zocht te brengen tussen de katholieke geloofs- en zedenleer en de verdringingstheorieën van Sigmund Freud. Duynstee verleende steun aan de werkzaamheden van Terruwe, die door het Vaticaan, daartoe aangezet door nuntius Paolo Giobbe met argusogen werden gevolgd. In 1955 volgde een visitatie door Sebastiaan Tromp, SJ, namens het Heilig Officie, waarvan het resultaat was dat Duynstee in 1956, na zijn emeritaat naar Rome werd geroepen. Het werd hem - ook na zijn terugkeer in Nederland, drie jaar later - verboden nog contact te onderhouden met Terruwe. Eerst in 1965 werd Duynstee - door interventie van kardinaal Alfrink volledig gerehabiliteerd. De affaire was ironisch omdat Duynstee slechts geprobeerd had om de traditie van de katholieke leer te verzoenen met de moderne inzichten van de menswetenschappen. Geenszins was het er hem om begonnen om een nieuw theologisch modernisme te introduceren. Feitelijk was Duynstee zelf namelijk een conservatief theoloog.
Hij overleed in Menton, toen hij met Anna Terruwe op weg was naar Rome om daar adhesie te betuigen aan paus Paulus VI en diens encycliek Humanae Vitae; volgens Terruwe wachtte hem daar de kardinaalshoed.

## Afbeeldingen

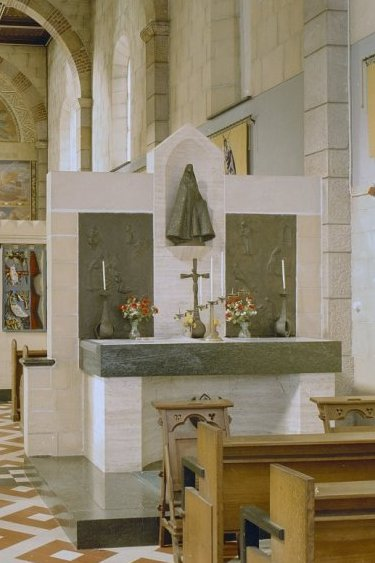
Altaar in de Nebokerk in Nijmegen, aangeboden aan Duynstee bij diens 50-jarig priesterfeest

- Bibliothèque nationale de France: cb16730977w (data)
- Biografisch Portaal: 06273576
- Digitale Bibliotheek voor de Nederlandse Letteren: duyn042
- Gemeinsame Normdatei: 138424934
- International Standard Name Identifier: 0000 0000 6162 8820
- Library of Congress Control Number: no2007010194
- Nederlandse Thesaurus van Auteursnamen: 068876483
- Virtual International Authority File: 73624017
- WorldCat: E39PBJkHrHTgP7bKQw3D7hfKBP